# باشگاه ورزشی پینتو
باشگاه ورزشی پینتو (انگلیسی: AS Pineto Calcio) یک باشگاه فوتبال مستقر در پینتو، ایتالیا است که در حال حاضر در سری سی ایتالیا، سومین سطح لیگ فوتبال در این کشور به فعالیت می‌پردازد.
آن‌ها بازی‌های خانگی خود را در ورزشگاه ماریانی-پاوونه، مستقر در پینتو انجام می‌دهند که به اندازه ۱۰۰۰ صندلی گنجایش پذیرش تماشاگر دارد.
این باشگاه در سال ۱۹۶۲ تأسیس شده است.

## تاریخچه
اولین باشگاه فوتبال در کومونه پینتو در سال ۱۹۵۰ با نام «پوپی» تأسیس شد.مخفف «Polisportiva Pineto»؛ این تیم برای اولین و تنها بار در ۱۵۴-۱۹۵۳، قهرمانی پروموتسیونه، برترین تورنمنت منطقه ای بازی کرد، در پایان فصل به رده پایین‌تر سقوط کرد و مدت کوتاهی پس از آن ناپدید شد..
پینتو در سال ۱۹۶۲ تأسیس شد و در طول تاریخ خود در لیگ‌های آماتوری فوتبال ایتالیا بازی کرده است.
برای بیش از یک دهه، باشگاه ورزشی پینتو در مسابقات قهرمانی استانی بازی کرد. در سال ۱۹۷۴–۱۹۷۵، برای اولین بار برنده رده اول شد و از تیم دوم با ۱۱ امتیاز فاصله گرفت و در نتیجه توانست به پروموتسیونه دسترسی پیدا کند. پس از یک تورنمنت انتقالی، در سال‌های ۱۹۷۶–۱۹۷۷، سفید و آبی‌ها برترین عنوان مسابقات منطقه‌ای را نیز کسب کردند و برای اولین بار به قهرمانی کشور رسیدند. در سال ۱۹۷۷، این تیم موفق شد تا اولین صعود خود به سری دی را به دست آورد و یک فصل در بالاترین سطح آماتوری ایتالیا بازی کرد و سپس در سال ۱۹۸۳ مجددا به دسته پایین‌تر بازگشت.
در سری چهارم که در گروه آپولیا-لوکانیا قرار گرفت، پینتو نتوانست از سقوط فوری فقط با یک تفاضل گل در مقایسه با ناردو جلوگیری کند.
پس از پنج فصل در پروموتسیونه، در ۱۹۸۲–۱۹۸۳ با پیروزی در پلی آف مقابل گواردیاگرل به یک رده بالاتر ارتقا یافت. سفید و آبی‌ها برای چهارده فصل متوالی در بین آماتورها باقی ماندند - به استثنای فصل ۱۹۹۴–۱۹۹۵ که در آن بازی کردند و قهرمانی برتری آبروزو را به دست آوردند - و به عنوان بالاترین نتیجه خود به مقام چهارم در سال‌های ۱۹۸۴–۱۹۸۵ و ۱۹۸۹–۱۹۹۰ رسیدند.
پینتو تا سال ۱۹۹۴ در سری دی بازی کرد و دوباره از ۱۹۹۵ تا ۱۹۹۷ ادامه داد، قبل از اینکه به رده‌های پایین‌تر فوتبال ایتالیا سقوط کند.
در سال ۲۰۱۶، پس از پیروزی در پلی‌آف‌های صعود ملی اچلنتسا، پینتو پس از ۱۸ سال غیبت به سری دی بازگشت.
در فصل ۲۰۲۲–۲۳ سری دی، پینتو به عنوان یک رقیب جدی برای صعود تاریخی به سری سی ظاهر شد و همچنین به فینال تورنمنت جام حذفی ایتالیا سری دی، رسید، که این اولین بار برای یک باشگاه از آبراتزو بود. در تاریخ ۷ مه ۲۰۲۳، پینتو گروه اف سری دی را فتح کرد و بدین ترتیب برای اولین بار در تاریخ باشگاه به سری سی صعود کرد. این تیم فصل را با پیروزی در جام حذفی ایتالیا سری دی ۲۰۲۲–۲۳ به پایان رساند و در فینال باشگاه ورزشی جیانا ارمنیو را شکست داد.

## افتخارات
- سری دی
قهرمان: ۲۰۲۳-۲۰۲۲